# Offroader
En offroader er et motorkøretøj (ofte en bil, men der findes også offroader-motorcykler) som er indrettet til at kunne anvendes til person- eller godstransport uden for vejnettet. Nogle SUV'er er offroadere, og nogle offroadere er SUV'er.
Offroadere er oftest udrustet med firhjulsdrev og differentialbremse eller -spærre, og er robust udstyret. Offroadere har ofte høj frigang, så ting på jorden ikke støder mod undersiden af bilen.